# Сахел
Сахел (на арабски: ساحل, сахил, бряг или граница на Сахара) е природна област в Африка между Сахара на север и по-плодородния район на юг, познат като природна област Судан (да не се бърка със страната със същото име). През историята на Африка районът, известен още като Субсахарска Африка, е бил владение на някои от най-напредналите кралства, облагодетелстващи се от търговия през пустинята. Тези кралства са познати като Сахелски кралства.

## География
Тази дълга около 3900 km, широка от 320 до 480 km и с площ около 4 млн. km² ивица се простира на териториите на държавите Сенегал, Мавритания, Мали, Буркина Фасо, Нигер, Нигерия, Чад, Судан и Еритрея. Тя е заета от полупустинни и опустинени савани. Границите на Сахел през различните години ту се разширяват, ту се свиват в зависимост от количеството на валежите (от 100 – 350 mm на север до 300 – 600 mm на юг). дъждовният период е през летните месеци и продължава през различните години от 2 – 3 седмици до 3 месеца, като почти 80 – 90% от влагата се изпарява. Има силна връзка между количеството дъжд, паднало в Сахел и завишената ураганна активност в Атлантика. Най-важните фактори, ограничаващи продуктивността в Сахел, са водата и плодородието на почвите. Почвите в Сахел са с високо съдържание на киселинност (което се изразява в отравяне на растенията с алуминий) и са бедни на азот и фосфат. В северната част на зоната преобладава разредената полупустинна растителност (пустинна трева, бодливи храсти и ниски дървета, предимно акация). Местното население се занимава предимно с номадско животновъдство, като се отглеждат едър рогат добитък, овце, кози. В южната част на региона господстват бодливите редки гори, палми (дум, роние), баобаби. Заедно с номадското население има и уседнало такова отглеждащо просо, фъстъци и др.

## Суша
През 1914 г. в Сахел има голяма суша, причинена от годишен валеж много под средния, което води до голям глад. През 60-те години на XX век се наблюдава голямо увеличаване на валежите в региона, което прави северния район по-благоприятен. Има натиск от правителството за придвижване на хората на север. Сухият период от 1968 до 1974 г. прави пасищата негодни и обширни части от региона денудират. Както през 1914 г. това довежда до глад, но този път е по-умерено поради оказаната помощ и международното наблюдение. Тази катастрофа води до основаването на Международния фонд за селскостопанско развитие